# Slag bij Washington
De Slag bij Washington vond plaats van 30 maart tot 19 april 1863 in Beaufort County, North Carolina tijdens de Amerikaanse Burgeroorlog.

## Achtergrond
Na Burnsides veldtocht in North Carolina was het min of meer rustig geworden in de staat. In de Slag bij Goldsboro Bridge in december 1862 had een Noordelijke expeditie de Wilmington and Weldon Spoorweg vernietigd. De schade aan de spoorweg was van korte duur. Het vestigde wel opnieuw de aandacht van de Zuidelijken op het belang van de kusten langs Virginia en North Carolina.
Na zijn overwinning in de Slag bij Fredericksburg stuurde generaal Robert E. Lee een deel van zijn leger naar de kust om orde op zaken te stellen. Deze strijdmacht werd aangevoerd door luitenant-generaal James Longstreet. Terwijl hij zich concentreerde op Suffolk in Virginia, stuurde hij generaal-majoor Daniel H. Hill naar de Noordelijke garnizoenen in New Bern en Washington, North Carolina.
Generaal-majoor John G. Foster was de Noordelijke bevelhebber van het Departement of North Carolina en dus verantwoordelijk voor verdediging van de kuststrook. Na Hills mislukte aanval op New Berne in de Slag om Fort Anderson, arriveerde Foster in Washington om de verdediging van de stad op zich te nemen.

## De belegering
Foster liet de verdediging rond de stad versterken. Hij had ook drie kanonneerboten ter zijner beschikking. Tegen 30 maart arriveerde de Zuidelijken onder leiding van brigadegeneraal Richard B. Garnett en begonnen onmiddellijk aan de belegering van de stad. Ondertussen richtte Hill batterijen in langs de rivier om de Noordelijke versterkingen tegen te houden. Hij posteerde eveneens twee brigades ten zuiden van Washington om eventuele Noordelijke versterkingen uit New Berne op te vangen. Na de omsingeling van de stad stuurden de Zuidelijken een boodschap met de eis tot overgaven naar Foster. Foster weigerde. De belegering mondde al zeer snel uit in een artillerieduel tussen beide partijen. Door het verslechterende weer kregen zowel de Noordelijken als de Zuidelijken het moeilijk. Toch slaagde Hill erin om regelmatig verse aanvoer te krijgen voor zijn troepen.

### Pogingen om het beleg te doorbreken
Een Noordelijke ontzettingsmacht onder leiding van brigadegeneraal Henry Prince voer de Tar-rivier op. Toen Prince de Zuidelijke batterijen zag, liet hij de schepen terugvaren. Een tweede poging onder leiding van brigadegeneraal Francis Barretto Spinola probeerde Washington te bereiken over land vanuit New Bern. Op 13 april slaagde de USS Escort erin om de belegerde stad te bereiken en bracht voorraden en versterkingen aan land. Foster gaf brigadegeneraal Edward E. Potter de opdracht om de verdediging op zich te nemen en hij vertrok op de Escort naar Spinola.
Terwijl Foster wegvoer, had Hill verschillende problemen die tot zijn aftocht zouden leiden. Naast zijn eigen groeiende bevoorradingsproblemen en de doorbraak van Noordelijke schepen naar de belegerde stad, kreeg Hill het bevel om Longstreet te helpen in de aanval op Suffolk. Op 15 april trok Hill zijn troepen terug.
Toen Foster in New Bern arriveerde, stelde hij onmiddellijk een ontzettingsmacht samen. Hij stuurde Prince langs de spoorweg naar Kinston om Zuidelijke versterkingen bij Goldsboro tegen te houden. Foster nam het bevel van een tweede colonne op zich en vertrok vanuit New Bern naar Blount’s Creek waar de troepen van Spinola hun tenten hadden opgeslagen. Op 18 april viel Spinola de wegversperring aan tussen Washington en New Bern. Tegelijkertijd viel generaal Henry M. Naglee de Zuidelijke achterhoede aan bij Washington waarbij verschillende standaarden veroverd werden. Op 19 april was Foster opnieuw in Washington en tegen 20 april hadden de Zuidelijken zich volledig teruggetrokken uit het gebied.